# Alexandre Juving-Brunet
Pour les articles homonymes, voir Brunet.
Alexandre Juving-Brunet, né le 21 mars 1982 à La Seyne-sur-Mer (Var), est un ancien capitaine de gendarmerie française, devenu entrepreneur, homme politique et théoricien du complot.
Il préside depuis 2021 le parti Le Peuple de France (LPF) et les Comités de Salut du Peuple (CSP). Candidat aux élections législatives de 2022 dans le Var, il obtient 1,19 % des voix et est déclaré inéligible en mai 2023 en raison d'irrégularités sur ses comptes de campagne.
Depuis 2021, il participe à la désinformation sur la pandémie de Covid-19 puis à partir de 2022 sur la guerre russo-ukrainienne. Il devient une figure des milieux conspirationnistes.
Condamné pénalement en 2017 à une interdiction d'exercer en France une profession commerciale ou industrielle, de diriger, administrer, gérer ou contrôler une entreprise ou une société pour une durée de trois ans, il est de nouveau mis en examen pour escroquerie en bande organisée depuis 2022.

## Biographie

### Carrière militaire et professionnelle

#### Officier de gendarmerie
Désirant devenir officier dans l'armée, et après une classe préparatoire littéraire, Alexandre Juving-Brunet intègre l'École spéciale militaire de Saint-Cyr (2002-2005). Sorti classé dans les premiers de sa promotion en 2005 (13e / 220), il complète sa formation à I'École des officiers de la Gendarmerie nationale (2005-2006).
Il sert par la suite durant près de sept ans comme officier de gendarmerie : commandant de brigade à Pontarlier (2006-2008), puis commandant de peloton à Aubervilliers (2008-2010). Son dernier poste étant celui d'officier de liaison à la Direction de la protection et de la sécurité de la Défense (DPSD) de 2011 à 2013, avec le grade de capitaine. Il se met finalement en disponibilité en 2013 avant de démissionner ensuite de la Gendarmerie.

#### Entrepreneur en balnéothérapie et parfumerie
Il entame à partir de 2013 une nouvelle voie professionnelle, dans le secteur des soins corporels et de la cosmétique.
Il crée ainsi en février 2013 une entreprise baptisée Les Jardins d'Eden, basée à Toulon (Var), spécialisée dans la balnéothérapie, les spas et la commercialisation de produits et services se rattachant aux soins corporels. Un spa est notamment ouvert à Sanary-sur-Mer. Mais le tribunal de commerce de Toulon prononce dès le 31 mars 2015 l'ouverture d'une procédure de redressement judiciaire, laquelle débouche quelques mois plus tard sur une mise en liquidation de l'entreprise Les Jardins d'Eden.
Il crée également au même moment une seconde entreprise baptisée Les Laboratoires Juving-Brunet (LJB), basée elle aussi à Toulon (Var), spécialisée dans l'import et l'export de produits cosmétiques ; et la distribution et commercialisation de produits de beauté . Cette entreprise lance notamment en 2017 un appareil diffuseur de parfums, connecté et intelligent, baptisé Sniffy,,,.
Mais entre temps, par jugement en date du 19 juin 2017, Alexandre Juving-Brunet est condamné par le tribunal correctionnel de Toulon à une interdiction d'exercer en France une profession commerciale ou industrielle, de diriger, administrer, gérer ou contrôler une entreprise ou une société pour une durée de trois ans. La nature exacte du délit commis par Alexandre Juving-Brunet, ayant entraîné cette condamnation pénale, n'est pas publiquement connue à ce jour.
Après sa condamnation par la justice française, ne pouvant momentanément plus exercer sur le territoire français, Alexandre Juving-Brunet crée en octobre 2017 au Luxembourg la société Sniffy Technology, basée à Foetz, et chargée de commercialiser les bornes de diffusion de parfums Sniffy. Cette société, comptant 6 employés, déclare un chiffre d'affaires de 230 000 euros sur les 11 premiers mois de 2018. Alexandre Juving-Brunet dirige cette société jusqu'à sa disparition en mai 2023. Les bornes de diffusion Sniffy se révèlent finalement être un échec commercial en raison notamment de la crise du Covid.
Parallèlement, Les Laboratoires Juving-Brunet (LJB) dont Alexandre Juving-Brunet a repris la présidence en 2019, se voient à leur tour signifier l'ouverture d'une procédure de redressement judiciaire, prononcée par le tribunal de commerce de Toulon en date du 29 novembre 2022, suivie d'une liquidation judiciaire en 2023.

#### Entrepreneur financier
En août 2023, Alexandre Juving-Brunet fonde une nouvelle société immatriculée à Genève (Suisse), baptisée FFL-Foncière et Financière SA, plus couramment appelée « la Foncière et Financière Libre » (FFL).
Cette entreprise ayant besoin tout d'abord de fonds, « un grand emprunt » auprès de particuliers ou d'entreprises est lancé. Alexandre Juving-Brunet espère ainsi réunir jusqu'à 100 millions d'euros. L'argent réuni serait ensuite utilisé pour des investissements de la FFL dans de « l'immobilier productif », des « métaux précieux », des devises comme le franc suisse ou l'euro et plus largement dans des « entités agricoles, artisanales et industrielles ». À travers un système de créations d'entreprises adossées à des associations loi 1901, la FFL rembourserait ensuite les épargnants selon un barème de rétrocessions du chiffre d'affaires ou de la production. La souscription minimum est de 1 500 euros pour au moins 5 ans, le taux de rendement annuel proposé est de 0,5 %.

### Parcours politique

#### Débuts médiatiques (2021)
Jusqu'alors totalement inconnu du grand public, Alexandre Juving-Brunet se fait connaître médiatiquement peu après la publication fin avril 2021 par le magazine Valeurs actuelles de la « tribune des généraux », signée par une vingtaine de haut gradés en retraite qui mettaient en garde contre un risque de « guerre civile » dans les banlieues. Surfant sur le succès médiatique de cette tribune des généraux, Alexandre Juving-Brunet produit lui-même le 12 mai 2021 une lettre ouverte où il dénonce « l'infiltration » de l'armée française par des soldats musulmans et des binationaux, et l'existence d'une « 5e colonne islamiste » en son sein. De ce constat, Alexandre Juving-Brunet propose donc d'envoyer l'armée dans les banlieues afin d'« extirper le mal à la racine ». Publiée sur plusieurs sites d'extrême droite (notamment sur le site Place d'armes du capitaine Fabre-Bernadac), cette lettre ouverte lui vaut également une invitation sur CNews dans l'émission de Pascal Praud en mai 2021.
Profitant de cette première exposition médiatique, Alexandre Juving-Brunet est également invité par une série de média de « réinformation » d'extrême droite ou complotistes, telle l'éphémère La Une TV de Richard Boutry, ancien journaliste de France Télévisions ayant glissé dans le conspirationnisme.

#### Militantisme antivax (2021)
Alexandre Juving-Brunet profite ensuite de la crise sanitaire liée à la pandémie de Covid-19 pour s'inscrire durablement dans le paysage complotiste français. Le 17 juillet 2021, il est l'un des principaux animateurs d'une manifestation à Toulon contre le passe sanitaire. Cette première participation d'Alexandre Juving-Brunet est suivie de nombreuses autres tout au long de l'été, Toulon étant une des villes de France où la mobilisation antivax est la plus forte. Alexandre Juving-Brunet est présenté par les médias comme étant « l'une des principales figures de la mobilisation » à Toulon,, et comme étant celui « monopolisant la parole » des manifestants.
À partir de l'été 2021, Alexandre Juving-Brunet diffuse en outre de nombreuses fausses informations sur les réseaux sociaux, affirmant que le vaccin anti-Covid est plus dangereux que le virus lui-même. Il qualifie également le vaccin anti-Covid de « poison nanologique injecté ».

#### LesComités de Salut du Peuple
Alexandre Juving-Brunet crée fin 2021 les Comités de Salut Public qui deviennent peu après les Comités de Salut du Peuple (CSP) dont les statuts sont officiellement déposés le 25 janvier 2022. Un site internet est créé.
Le but des CSP, selon leur Livre Blanc, est de faire en sorte que « le Peuple Français puisse bénéficier d’une structure solidaire de résilience économique et sociale lui permettant d’assurer la survie du corps social et la sauvegarde de nos liens sociaux afin d’éviter la soumission forcée, la guerre imposée, la famine ou la régression à un affrontement de tous contre tous, c’est-à-dire une guerre civile ».
En 2024, Alexandre Juving-Brunet revendique 120 CSP créés en France et « 1 000 membres actifs ».

#### Un parti politique:Le Peuple de France(LPF)
Outre les CSP, Alexandre Juving-Brunet crée fin 2021 un parti politique : Le Peuple de France (LPF). Ses statuts sont officiellement déposés le 19 janvier 2022. Un site internet est créé.
Parmi le programme du LPF figurent la création d'un tribunal pour juger les responsables politiques au pouvoir lors de la crise sanitaire, la sortie de l'Union européenne, la sortie de l'OTAN, l'abandon de l'euro, le rétablissement de la peine de mort, la renationalisation des entreprises d’intérêts fondamentaux (énergies, eau, communications, spatial, armement, voirie), l'augmentation du SMIC à 1 900 euros, l'abolition du permis à point, le rétablissement d'un service national obligatoire de 6 mois, la dissolution du CESE, l'abolition de l'IFI, la suppression de l'AME, le démantèlement des parcs éoliens, la restriction du droit à l'IVG (mais maintien malgré tout de l'IVG car « c'est un droit, un totem moderne »), etc.

#### Élections présidentielles de 2022
Engagé dans la course électorale, Alexandre Juving-Brunet est classé souverainiste par Le Télégramme et est positionné à l'ultradroite par France Info. Il ne parvient pas à réunir les 500 parrainages nécessaires pour se présenter à l'élection, n'en récoltant que deux. Un mois avant l'élection présidentielle, il affirme que celle-ci sera truquée. Il tente ensuite de la faire invalider par le Conseil d'État.

#### Élections législatives de 2022
Alexandre Juving-Brunet, sous l'étiquette du LPF, est candidat aux élections législatives de 2022 dans le Var, et obtient 1,19 % des suffrages exprimés (soit 484 voix) dans la deuxième circonscription du Var. Comme il ne dépose pas dans les délais ses comptes de campagne, il est déclaré inéligible pour un an par la décision du 26 mai 2023 du Conseil constitutionnel. Les autres candidats du LPF sont également largement battus, obtenant tous moins de 0,5 % des suffrages exprimés : Hélène Josset dans la 1re circonscription de la Creuse, Philippe Vaucher dans la 1re de Saône-et-Loire, Adam Makowsky dans la 4e de la Somme, Maëva Bogo dans la 9e de la Gironde, Martine Lapouble dans la 4e du Haut-Rhin.

#### Affaire du «franc libre» et mise en examen (2022)
Après ses échecs aux présidentielles et législatives 2022, Alexandre Juving-Brunet annonce le 15 juillet 2022 une nouvelle opération : la création d'une monnaie, le « franc libre », censée incarner « la résistance face à un État de droit qui est tombé ».
En effet, selon lui, « la mère des révolutions va s'abattre sur la France dans quelques mois », prophétisant des émeutes de la faim dans le pays, qui se conjugueraient avec « la guerre civile de basse intensité qui se déroule déjà ». Il précise dans un communiqué que « Cette création monétaire va permettre de mener une politique d'acquisition de foncier productif [exploitations agricoles, ateliers, lignes d'assemblages, bureaux, stocks, salles de cours et espaces de santé] qui sera la propriété de l'association émettrice de cette monnaie et de tous les membres de la coopérative nationale ». Enfin, Alexandre Juving-Brunet affirme qu'avant la fin 2022 le « franc libre » servira à acheter des métaux précieux pour créer un fonds de garantie pour la monnaie. Il annonce aussi qu'il va mettre en circulation des billets de banque et des pièces pour sa monnaie à partir de la mi-septembre.
Le 23 novembre 2022, il est interpellé à son domicile et mis en examen après 48 heures de garde à vue « pour escroquerie en bande organisée » pour avoir créé le « franc libre »,,, ayant récolté en trois mois plus d'un million d'euros pour 4 000 souscripteurs. Il est incarcéré le 25 novembre 2022 au centre pénitentiaire de La Farlède puis à la prison de Draguignan.
Le 20 mars 2023, après quatre mois enfermé à la prison de Draguignan, il entame quatre autres mois de détention muni d'un bracelet électronique sous contrôle judiciaire, jusqu'au 10 juillet 2023, date à laquelle il est libéré mais interdit de sortie du territoire jusqu'au procès.

#### Prises de positions ultérieures et «appel aux armes»
En août 2023, Alexandre Juving-Brunet déclare « rentrer en guerre contre le satanisme de l'élite mondialiste occidentale qui a entrepris depuis trois siècles de transgresser les lois divines, de priver l'humanité de toute transcendance ».
En mars 2024, il appelle à prendre les armes, se référant à la résistance française.

## Désinformation
Durant la pandémie de Covid-19, Alexandre Juving-Brunet intègre le mouvement d'opposition à la politique anti-Covid-19 et participe à la contestation de la politique de vaccination,, publiant notamment une vidéo contenant, selon l'AFP, « de nombreuses fausses affirmations sur le Covid-19 et la vaccination »,.
Lors de l'invasion de l'Ukraine par la Russie, il participe à la « propagande pro-russe », publiant notamment des « vidéos alarmistes » dans lesquelles il accuse l'OTAN de vouloir déclencher une Troisième Guerre mondiale. En mars 2024, il relaie un lien vers un faux site Internet, copiant celui de l'Armée de terre et proposant aux citoyens français de s'inscrire pour aller combattre en Ukraine. Ce site pourrait faire partie d'une campagne de désinformation mise en place par la Russie, selon un responsable militaire français.

## Publications
- La guerre de France aura-t-elle lieu ?: LE DERNIER ESPOIR, 2021.